# Abenaki

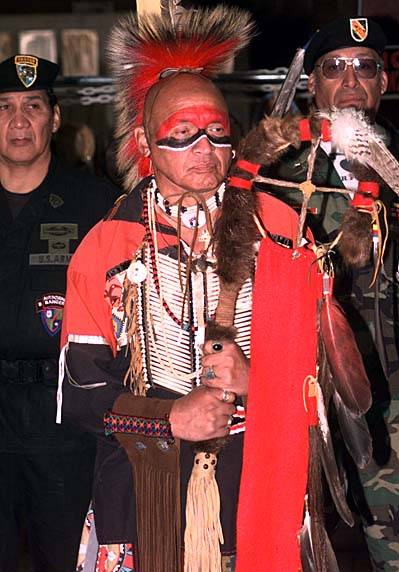
Ted Wood, 68, beim National Native American Veterans Powwow in Upper Marlboro im Jahr 2003

Die Abenaki oder Abnaki (auch Aberginier, Wabanaki oder Wippanap) gehören zu den Östlichen Algonkin-Stämmen und unterteilten sich in zwei große regionale Dialekt- und Stammesgruppen – die Östlichen Abenaki und die Westlichen Abenaki.
Die Abenaki (Abnaki) waren Mitglied der Wabanaki-Konföderation (oft fälschlich Abenaki-Konföderation), einer politisch-militärische Allianz fünf kulturell und sprachlich verwandter indianischer Völker gegen den militärisch starken Irokesenbund im Nordosten der USA und dem angrenzenden Kanada.
Ihr Stammesgebiet nannten die verbündeten Stämme sowie viele benachbarte Algonkin-Stämme Wabanaki (Land der Morgenröte/-dämmerung, d. h. Land im Osten); es umfasste Gebiete des historischen Akadien (die heutigen kanadischen Seeprovinzen Nova Scotia, New Brunswick, Prince Edward Island, den Süden der Gaspésie-Halbinsel sowie Québec südlich des Sankt-Lorenz-Stroms) in Kanada und Teile Neuenglands (die heutigen US-Bundesstaaten Maine, New Hampshire, Vermont und Massachusetts) im Nordosten der Vereinigten Staaten.
Das Land der Abenaki, das diese Ndakinna (“Unser Land”) nannten, umfasste hierbei die südlichen Gebiete der Wabanaki-Konföderation.

## Abenaki und Wabanaki

### Herkunft des Namens Abenaki
Die Abenaki bezeichneten sich selbst jedoch als Alnôbak („Wahres Volk“, „Wirkliches Volk“) oder Alnanbal („Menschen“).
Um sich von den weiter im Landesinnern lebenden Algonkin-Völkern im Westen abzugrenzen, nannten sie sich auch Wôbanuok, was in etwa „die Östlichen“ oder „die im Osten lebenden“ bedeutet.
Die früheste Anwendung des Begriffs Abenaki in seinen verschiedenen Schreibweisen (Abnaki, Aberginier, Wabanaki oder Wippanap) scheint französisch zu sein. Samuel de Champlain, die Jesuitenberichte und andere Quellen gebrauchten die Bezeichnung etwa nach dem Jahre 1630 und gaben den früheren Ausdruck Étchemins auf, mit dem kollektiv die Maliseet (auch Malicite, Eigenbez.: Wolastoqiyik oder Welastekwíyek) und Passamaquoddy (Peskotomuhkati, Pestomuhkati oder Pestemohkatíyek) bezeichnet wurden. Beide Völker werden zudem oft auch als Maritime Abenaki bezeichnet, da die Stammesgebiete der Maliseet und Passamaquoddy Teile der kanadischen Seeprovinzen (Canadian Maritimes) (auch Maritime provinces oder einfach the Maritimes) umfassten.
Der Name Abenaki (oder Abnaki) leitet sich von Wôbanakiak oder Wâbŭna'ki („Leute, die im Osten leben“ oder „Leute, des Sonnenaufgangs“; von wôban, wâbŭn – „Osten“, „Sonnenaufgang“, a'ki – „Erde“, „Land“) her, der Abenaki-Bezeichnung für die Wabanaki-Konföderation, deren Mitglied sie waren.
Viele spätere Schriftsteller fassten die Stammesgruppe der Westlichen Abenaki unter dem Begriff Openango (verschiedene Schreibweisen) zusammen, der sich wahrscheinlich zuerst auf die Penacook (auch Pennacook, Penikoke) bezog. Die Penacook waren in der frühen Kolonialzeit eine einst mächtige Konföderation, die oftmals die nördlich lebenden Westlichen Abenaki als Feinde betrachteten – jedoch nach schweren Epidemien ab dem 18. Jahrhundert als Westliche Abenaki betrachtet wurden.
Englische Schriftsteller des 17. Jahrhunderts nannten die Östlichen Abenaki gewöhnlich einfach Eastern Indians („Östliche Indianer“). Im 19. Jahrhundert wurde der Ausdruck Tarrantiner, ein englischer Name für die Mi’kmaq (auch Míkmaq, Micmac oder Mic-Mac) aus dem 17. Jahrhundert, wieder aufgegriffen (als Tarratine) und irrtümlicherweise für die im sog. Tarrantiner-Krieg feindlichen Penobscot (auch Panawahpskek oder Penawapskewi) der Östlichen Abenaki angewendet.

### Unterscheidung zwischen Abenaki und Wabanaki
Die Bezeichnung Abenaki (oder Abnaki) wird oft fälschlich synonym für Wabanaki gebraucht – jedoch waren die Abenaki nur ein Mitglied der Wabanaki-Konföderation. Zudem kann oft nicht zwischen der Konföderation und den einzelnen Mitgliedern dieser unterschieden werden, da sich die Stämme je nach Dialekt oft als Wabanaki (Wabenaki, Wobanaki, Wobenaki, Wapanahki) bezeichneten, um besonders gegenüber Fremden ihre politische und kulturelle Verwandtschaft zu betonen. Wegen des inkorrekten Gebrauchs des Wortes Abenaki für Wabanaki wurden alle Abenaki zusammen mit den Penobscot oft Westliche Wabanaki genannt, während man die Mi’kmaq, Maliseet und Passamaquoddy als Östliche Wabanaki bezeichnete.
Die Bezeichnung Wabanaki wird manchmal auch kollektiv für alle Mitglieder der Konföderation gebraucht – so dass eine Identifizierung der einzelnen Stämme meist nur im geographischen sowie historischen Kontext (wenn überhaupt) möglich ist.

## Gruppen und Stämme der Abenaki

### „Abenaki“-Stämme
Oftmals werden unterschiedslos eine große Anzahl einzelner Stämme oder sogar einstige Feinde (wie die Penacook-Konföderation) als Abenaki bezeichnet, was wiederum auf die oft fälschlich synonym gebrauchten Bezeichnungen Abenaki und Wabanaki zurückzuführen ist (hier sind nur die bekanntesten gelistet):
- Arosaguntacook (Arsikantegou, Arsikanteg, Androscoggin, Alessikantek-eyak, lebten rund um Umbagog Lake sowie am Androscoggin River und seinen Nebenflüssen; das Wohngebiet erstreckte sich über den Südwesten von Maine und bis in den Nordosten von New Hampshire sowie entlang des Rivière Saint-François (engl.: St. Francis River) in Québec – daher oft St. Francis River Abenakis genannt)[1]
- Cowasuck (Cahass, Coos, Coosuc, Koes, Cowass, Cohassiac, lebten entlang des oberen Connecticut River mit dem Hauptdorf Cowasuck – „Ort der Kiefern“, dem heutigen Newbury, in New Hampshire und Vermont)
- Kennebec (Kinipek, Kennebeck, Kanibesinnoak, Caniba – „Großes, ruhiges Wasser“, später Norridgewock genannt, von Narantsouuk, lebten entlang des Kennebec River im Nordosten von Maine)
  - Amaseconti (Anmissoukanti, lebten entlang des Sandy River sowie zwischen dem oberen Kennebec und Androscoggin River im Westen von Maine)
  - Wawenock (Wewenoc, Ouanwiak, Wawnock – „Volk der Bucht“, deren Nachfahren leben heute in Wôlinak im Stadtgebiet von Bécancour in Québec, abgel. vom Penobscot-Wort Wawinak – „Ovale, runde Insel“)
- Kwupahag (auch Kwapahag)
- Maliseet (Wolastoqiyik) (aus der Mi’kmaq-Sprache: von Amalecite, Malecite, Malicite – „Langsame Sprecher“, „Gebrochen sprechende Leute“, von den Franzosen Étchemins genannt, Eigenbez.: Wolastoqiyik oder Welastekwíyek – „Volk entlang des Welàstekw, d. h. Saint John River“ in New Brunswick und Maine sowie im angrenzenden Québec)
- Medoctec (Medoktek, Madawamkeetook, auch Meductic Indian Village / Fort Meductic, befand sich am Zusammenfluss des Eel River und Saint John River, in New Brunswick, war die befestigte Hauptsiedlung der Maliseet sowie deren bedeutendster Handelsposten bis zur Mitte des 18. Jahrhunderts)
- Mi’kmaq (auch Míkmaq, Micmac oder Mic-Mac – „Verbündete“, ist jedoch umstritten, lebten in den Seeprovinzen Kanadas, nämlich Nova Scotia, Prince Edward Island, Teilen von New Brunswick und der Gaspé-Halbinsel in Québec)
- Missisquoi (auch Missiassik, Mazipskoik, Misiskuoi, Missique oder Missico – „Ort des Feuersteins“, ihr Hauptdorf Missisquoi, heutiges Swanton, lag am Lake Champlain, lebten entlang des Missisquoi Rivers sowie am Ostufer des Lake Champlain im Norden von Vermont und im Süden von Québec, auch als Sokoki bekannt)
- Narakamigou (Naurakamig, Rocameca, lebten entlang des oberen Androscoggin River, nahe Canton, Maine)
- Passamaquoddy (Pestomuhkati) (Peskotomuhkati, Pestomuhkati oder Pestemohkatíyek – „Volk am Ort, wo man den Seelachs speert“, von den Franzosen Étchemins genannt, lebten im Einzugsgebiet des St. Croix River (früher bekannt als: Passamaquoddy River) im Nordosten von Maine, USA, und New Brunswick, Kanada)
- Penacook-Konföderation (auch bekannt als Merrimack und Pawtucket, lebten im Tal des Merrimack River in New Hampshire und Massachusetts sowie im Süden von Maine, die entlang des unteren Merrimack River Valley wurden Pawtucket (Pentucket), die am mittleren Merrimack Penacook (Pennacook) sowie die im Gebiet des heutigen Manchester, N.H., oftmals Amoskeag genannt)
  - Accominta (dt. „Küstenlinie“, lebten in der Umgebung von York County im Südwesten von Maine)
  - Agawam (Angoam, Aggawom, ihr gleichnamiges Hauptdorf lag nahe dem heutigen Ipswich am Ipswich River, MA, ihr Stammesgebiet Wonnesquamsauke (wonne – „angenehm“, asquam – „Wasser“ und auke – „Ort“)[2] erstreckte sich im Osten entlang der Nordküste von Massachusetts, von Cape Ann bis zum Merrimack River sowie landeinwärts bis North Andover, südlich des Merrimack River und Shawsheen River, und Middleton, entlang des Ipswich River sowie im Südwesten bis zum Danvers River, der die Grenze zu den Naumkeag bildete)[3]
  - Amoskeag (Amoskeay, abgel. von Namoskeag – „guter Platz zum Fischen“, ihr Hauptdorf Amoskeag, das heutige Manchester, lag bei den Wasserfällen von Amoskeag am mittleren Merrimack River im Süden von New Hampshire)
  - Coosuc (am Connecticut River, zwischen Upper und Lower Ammonoosuc River)
  - Muanbissek (Maunbisek, lebten entlang des Merrimack River in New Hampshire)
  - Nashaway (Nashua oder Weshacumam – „river with a pebbled bottom“, lebten am Oberlauf des Nashua Rivers im nördlichen Worcester County, nahe den heutigen Städten Leominster, Lancaster, Sterling und weiteren in der Umgebung des Mount Wachusett, ihre Hauptsiedlung war Waushacum (heute: Sterling); ihr Gebiet wurde den Nashua River stromabwärts (im Norden) durch die mächtige Pennacook-Konföderation, im Osten von mit den Massachusett verwandten Stämmen, im Süden von anderen Nipmuck-Gruppen sowie im Westen vom Connecticut River und der Pocomtuc-Konföderation begrenzt, obwohl heute meist als eine große Gruppe (oder Sachemtum) der Nipmuck (Nipmuc) betrachtet, die jedoch politisch meist Teil der Penacook- und/oder der Massachusett-Konföderation waren, später schlossen sie sich den Westlichen Abenaki und somit der Wabanaki-Konföderation an)
  - Naumkeag (Naimkeak, Namaoskeag, Namaske, ihr Hauptdorf Naumkeag („Fisch-Grund“, von namaas – „Fisch“ und ki – „Ort“), „Grund“, lag nahe Salem an der Mündung des Naumkeag River bis zum Mystic River im Nordosten von Massachusetts, ursprünglich mächtiges Sachemtum der Massachusett-Konföderation, schlossen sie sich später der Penacook-Konföderation an, um als mit diesen später als Teil der Westlichen Abenaki sich der Wabanaki-Konföderation anzuschließen)
  - Newichawanoc (Newichawawock, lebten am oberen Piscataqua und Salmon Falls River in Maine und New Hampshire)
  - Ossipee (lebten entlang der Ufer des Ossipee Lake sowie entlang des Ossipee River im Ossipee County im Osten von New Hampshire)
  - Pennacook (Pentucket, Pawtucket, zwei Hauptdörfer: Pawtuckett, heute Lowell Falls, lag am unteren Merrimack nördlich der Einmündung des Concord River sowie Penacook, heute Concord, am mittleren Merrimack, lebten beiderseits des Merrimack Rivers, nordwärts bis zur Einmündung des Contoocook River, südwärts bis zum Charles River bei Boston, Massachusetts)
  - Piscataqua (Pascataway, Pinataqua, Piscataway, lebten am Piscataqua River bei Dover im Südosten von New Hampshire)
  - Souhegan (Souheyan, lebten am Souhegan River bei Amherst, das früher Souhegan hieß)
  - Sqamscot (Squam, Squamsauke, Wonnesquam, Msquamskek, lebten bei Exeter an der Mündung des Exeter River in den Squamscott River (von Msquam-s-kook oder Msquamskek – „Ort des Lachs“ oder „Ort des Großen Wassers“) im Südosten von New Hampshire)
  - Wachuset (Wachusett, am oberen Nashua River beim Mount Wachusett bei Princeton im Norden von Massachusetts, ein Stamm des Sachemtums der Nashaway, die heute sowohl sprachlich als auch ethnisch zu den Nipmuck gezählt werden, meist Teil der Penacook und/oder Massachusett-Konföderation, später Teil der Westlichen Abenaki)
  - Wamesit (auch Pawtucket, am Südufer des Merrimack Rivers, unterhalb der Einmündung des Concord Rivers)
  - Weshacum (Hauptdorf: Waushacum, nahe dem heutigen Sterling nahe dem Mount Wachusett im Norden von Massachusetts, ein Stamm des Sachemtums der Nashaway, die heute sowohl sprachlich als auch ethnisch zu den Nipmuck gezählt werden, meist Teil der Penacook und/oder Massachusett-Konföderation, später Teil der Westlichen Abenaki)
  - Winnecowet (Winnicunnet, im Rockingham County im südlichen New Hampshire)
  - Winnepesaukee (Wioninebesek, Winninebesakik – „Region des Landes rund um den Seen“, lebten am Ufer des gleichnamigen Lake Winnipesaukee in New Hampshire)
- Penobscot (Penawapskewi) (Penawapskewi, von Panawahpskek – „Der Platz, wo sich die Felsen öffnen“, lebten beiderseits der Penobscot Bay und entlang des Penobscot Rivers sowie seinen Nebenflüssen im Osten von Maine)
- Pemigewasset (lebten entlang des Pemigewasset River sowie in den 
White Mountains in New Hampshire)
- Pigwacket (Pegouakki, Piguaket, lebten am oberen Saco River und seinen Nebenflüssen im Süden von Maine und im Südosten von New Hampshire, Hauptdorf: Pequawket)
- Pocumtuc-Konföderation (Pocumtuck, Pocomtuc, lebten entlang des Connecticut Rivers im Westen von Massachusetts, besonders im Gebiet des Zusammenflusses des Deerfield River und Connecticut Rivers (Quonnenektacut – „Langer Fluss“), etwa von der Grenze zu Connecticut nordwärts bis in den Süden von Vermont und dem Südwesten von New Hampshire, ihr Hauptdorf Pocumtuck, befand sich in der Nähe des heutigen Deerfield, im Nordwesten von Massachusetts, daher wurden sie auch Deerfield Indians genannt)
  - Agawam (Ag(g)awom(e), Agawanus, Onkowam, Igwam, Auguam, ihr gleichnamiges Hauptdorf lag nahe dem heutigen Agawam, direkt gegenüber von Springfield, Massachusetts, lebten am Unterlauf des Westfield River (früher: (West) Agawam River, der Oberlauf war als Woronoake River bekannt) sowie am Westufer des Connecticut River, manchmal jedoch als Nipmuck betrachtet)
  - Mayawaug (ihr Hauptdorf lag im Tal des Connecticut River nahe dem heutigen (West) Suffield im Norden von Connecticut)
  - Nameroke (ihr gleichnamiges Hauptdorf lag nahe dem heutigen Enfield im Norden von Connecticut, östlich von Mayawaug)
  - Nonotuck (Nonotuc, Nanotuck, Nonotucke – „inmitten des (Connecticut) Flusses“,[4] das gleichnamige Hauptdorf lag nahe dem heutigen Northampton im Westen von Massachusetts – wahrscheinlich mit den Norvottuck identisch)
  - Norvottuck (Norwottuck, Norwotog, Nalvotogy, Nalwotogg, Nolwotogg – „inmitten des (Connecticut) Flusses“, lebten beiderseits des Connecticut Rivers in der Umgebung des heutigen Hatfield sowie Hadley im Westen von Massachusetts, ihr gleichnamiges Hauptdorf lag nahe Hadley – wahrscheinlich mit den Nonotuck identisch)
  - Pachasock (lebten entlang des Oberlaufs des Westfield River (früher: Woronoake River, der Unterlauf war als (West) Agawam River bekannt) in der Region in der Nähe des heutigen Westfield sowie West Springfield im Südwesten von Massachusetts, nannten ihr Stammesgebiet daher auch Woronoco – „Land der Flusswindungen“)
  - Peskeompscut (ihr Hauptdorf lag bei ihren bevorzugten Fisch- und Lachsfanggründe am Connecticut River bei Peskeompscut („Große Wasserfälle“), der heutigen Gemeinde Turners Falls der Stadt Montague, im Norden von Massachusetts)
  - Pocumtuc (Pocumtuck, Pocomtook, Pocutuc, Pokamtakuke, ihr Hauptdorf Pocumtuck, befand sich in der Nähe des heutigen Deerfield im Tal des Connecticut River im Nordwesten von Massachusetts, daher wurde oftmals die gesamten Pocumtuc-Konföderation als Deerfield Indians bezeichnet)
  - Scitico (Squitkko, ihr gleichnamiges Hauptdorf lag östlich des heutigen Enfield im Norden von Connecticut, somit östlich von Nameroke und Mayawaug)
  - Sqawkeag (Squaeg, Squakheag, ihr gleichnamiges Hauptdorf befand sich nahe dem heutigen Northfield im Norden von Massachusetts, manchmal jedoch als Nipmuck betrachtet)
  - Woronoake (Woronoco, Woronock, Woronoake, Waranoke – „Land der Flusswindungen“, ihr Stammesgebiet Woronoco erstreckte sich entlang des Oberlaufs des Westfield River (früher: Woronoake River, der Unterlauf war als (West) Agawam River bekannt) sowie dessen Nebenflüssen im Südwesten von Massachusetts, bewohnten drei Dörfer jeweils unter dem Befehl eines Sachem (oder Sagamore))[5]
- Sokoki (Assokwekik, Sakukia[6] „Volk, das sich abspaltete“, lebten im mittleren und oberen Connecticut River Valley, Hauptdörfer: Squakheag, dem heutigen Northfield, Massachusetts, und Fort Hill)
- Winooski (Winoski – „Wo die Wildzwiebeln wachsen“, lebten entlang des gleichnamigen Winooski Rivers sowie am Ufer des Lake Champlain im Nordwesten von Vermont)

### Dialekt- und Stammesgruppen der Abenaki
Die Zuordnung zur eigentlichen Abenaki-Stammesgruppe wird, unter der Berücksichtigung einer gemeinsamen Sprache und Kultur, allerdings enger gefasst. Das Handbook of North American Indians ordnet den eigentlichen Abenaki die folgenden Stämme zu:
- Östliche Abenaki
  - Arosaguntacook
  - Kennebec
  - Penobscot
  - Pigwacket
- Westliche Abenaki
  - Arsigantegok
  - Cowasuck
  - Missisquoi
  - Penacook
  - Sokoki

Die Karten zeigen die ungefähre Lage der Stammesgruppen der Abenaki (von Norden nach Süden):

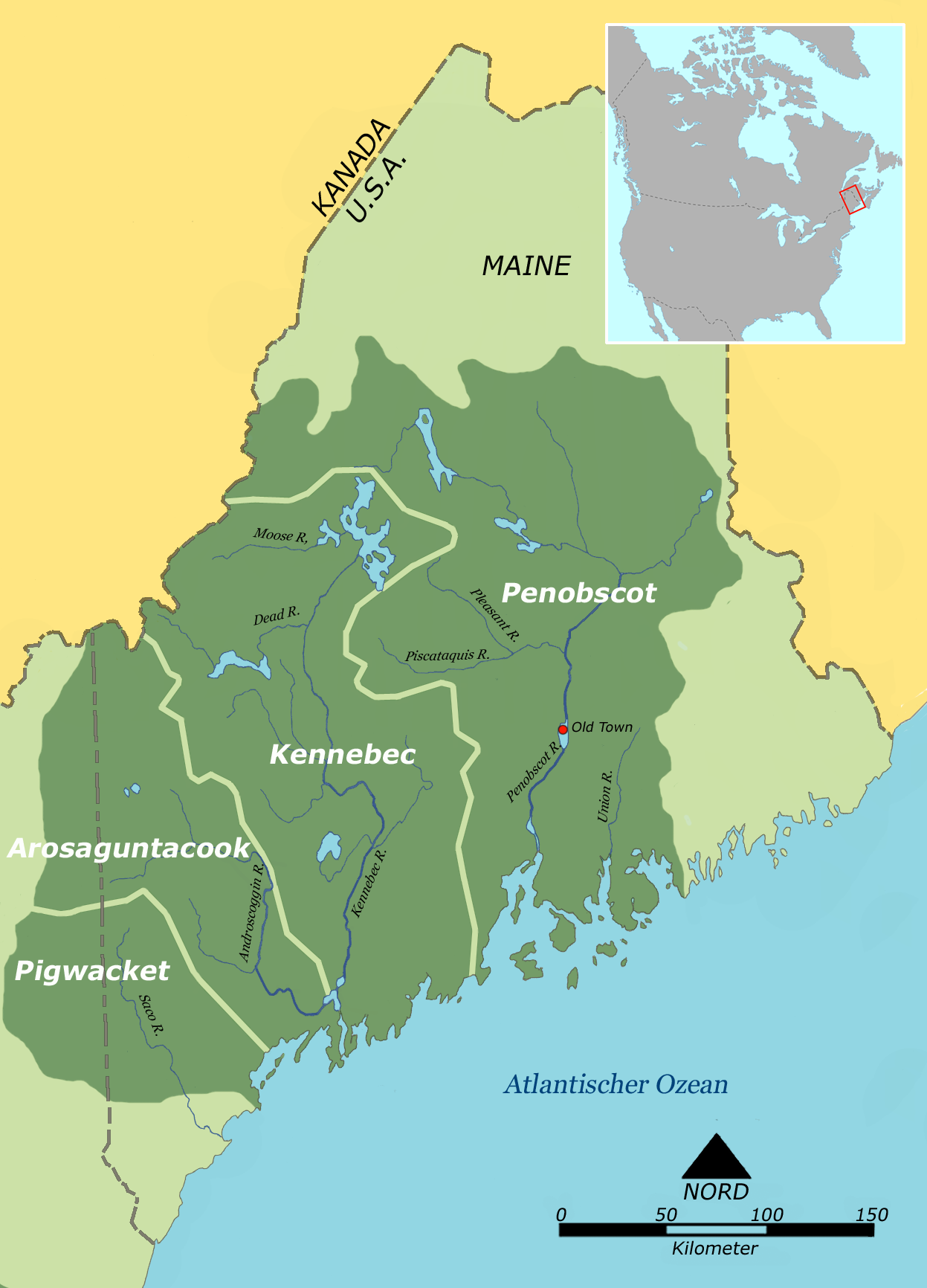
Östliche Abenaki (Penobscot, Kennebec, Arosaguntacook, Pigwacket)
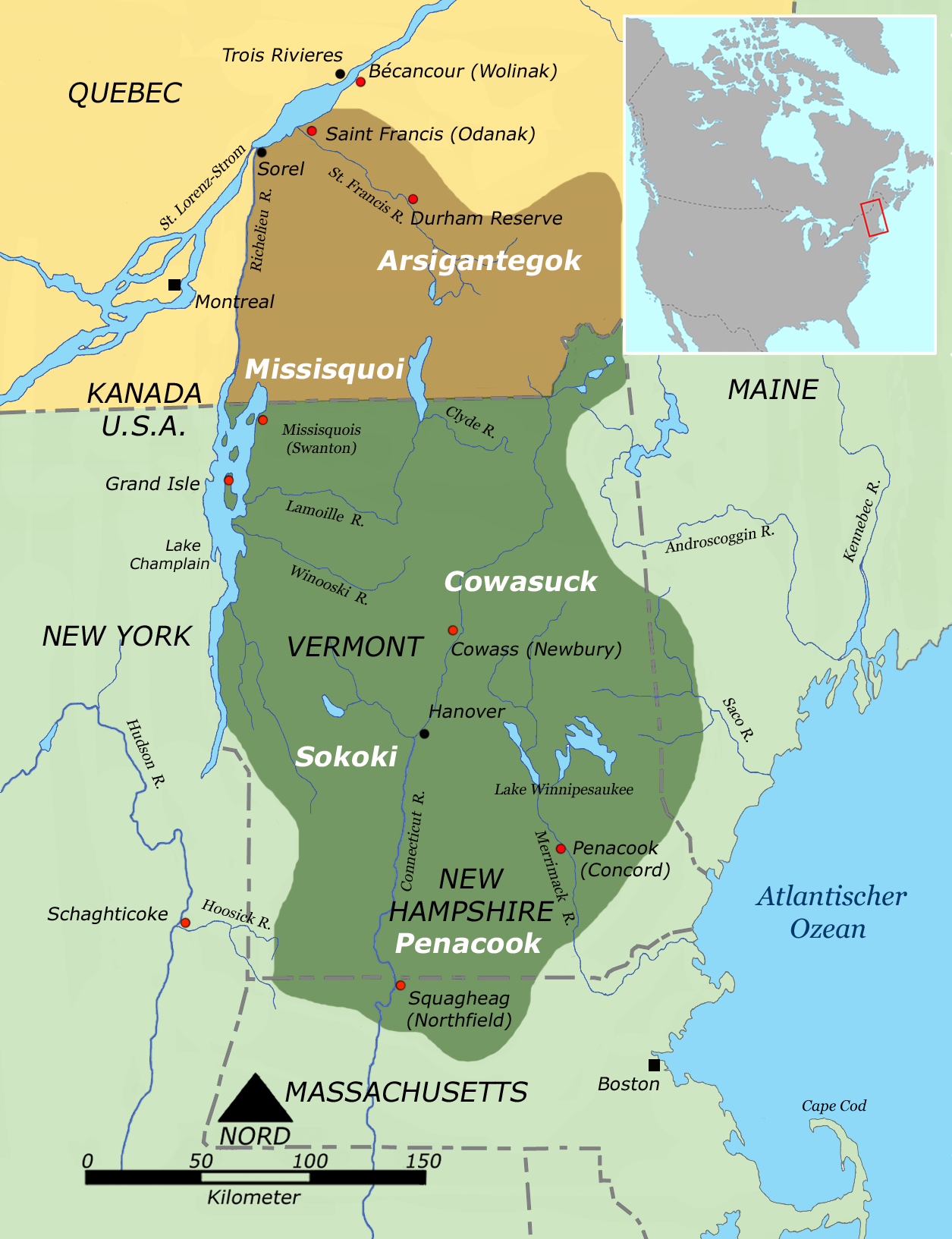
Westliche Abenaki (Arsigantegok, Missisquoi, Cowasuck, Sokoki, Pennacook)

### Abenaki-Clans
Die Abenaki waren, wie viele benachbarte Algonkin-Völker auch, in mehrere Clans unterteilt, von denen vierzehn bekannt sind:
- Mals'-sŭm („Wolf“)
- Ta-mä'-kwa („Biber“)
- Pis-suh („Schwarze Wildkatze“)
- Maguh-le-loo („Karibu“)
- Ah-weh'-soos („Bär“)
- Kä-bäh'-seh („Stör“)
- Skooke („Schlange“)
- Moos-kwä'-suh („Bisam“)
- Ah-lunk-soo („Geflecktes Tier“)
- K'-che-gä-gong'-go („Taube, Falke“)
- Meh-ko-ä („Eichhörnchen“)
- Che-gwä'-lis („gefleckter Frosch“)
- Koos-koo („Kranich“)
- Mä-dä'-weh-soos („Stachelschwein“)

## Geschichte

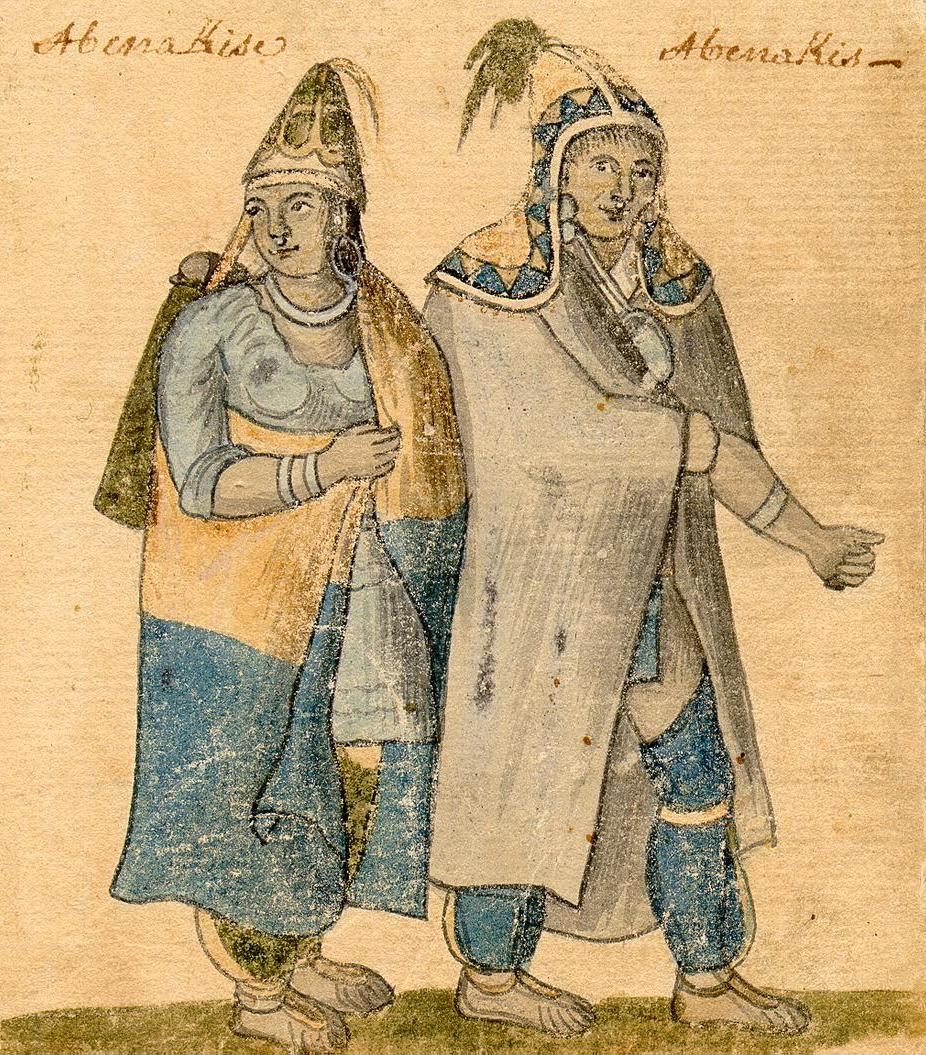
Abenaki-Paar im 18. Jahrhundert

Archäologische Quellen lassen vermuten, dass es den Abenaki gelang, durch Adaption des Anbaus von Mais, Bohnen und Kürbissen (die sog. Three Sisters) die Expansion der schon länger Landwirtschaft betreibenden benachbarten irokesischen Stämme in ihr Territorium aufzuhalten. Durch den Übergang zur agrarischen Produktion stieg die Bevölkerung in einem Maße, dass es möglich war, genügend Krieger gegen die irokesischen Bedrohungen aufzustellen.
Ersten Kontakt zu den Weißen gab es 1604 durch den Franzosen Samuel de Champlain nahe der heutigen Stadt Bangor. In den englisch-französischen Kolonialkriegen verbündeten sich die Abenaki mit Frankreich. Nach dessen Niederlage zerbrach der Abenaki-Bund 1725. Nach Überfällen auf britische Siedlungen eines Teils der Abenaki während des Franzosen- und Indianerkriegs (1754–1763) überfielen britische Truppen unter Major Robert Rogers die Hauptsiedlung dieses Teilstamms, brannten sie nieder und töteten zahlreiche ihrer Krieger.
Noch heute kämpfen die Abenaki gegen die Regierungen von USA und Kanada um verschiedene Gebiete. Die Überlappung der Gebietsansprüche in Maine, USA und New Brunswick, Kanada und die Grenze innerhalb der Passamaquoddy Bay verkomplizieren die Gespräche weiter.

## Synonyme
Synonyme der Abenaki und ihrer wichtigsten Abteilungen:
| Abenaki     | Pigwacket  | Arosaguntacock  | Kennebec      | Penobscot     |
| ----------- | ---------- | --------------- | ------------- | ------------- |
| Abenaque    | Pagwaki    | Alsigantegwi    | Camba         | Pamnaouamske  |
| Abenaquois  | Peckwalket | Amarascoggin    | Canaba        | Panagamsde    |
| Abenaqui    | Pequoaki   | Amasagunticook  | Caniba        | Panahamsequit |
| Abnasque    | Pegwacket  | Amereangan      | Carriba       | Panamske      |
| Abenaki     | Pegwackug  | Amircankanne    | Kaniba        | Panaomske     |
| Abonnekee   | Pehgwoket  | Amireaneau      | Kanibat       | Panaonke      |
| Albenaqui   | Pequaket   | Ammascoggen     | Kanibesinnoak | Panaouanbskek |
| Anagonge    | Pequawket  | Amonoscoggan    | Kenabeca      | Panawamske    |
| Mawooshen   | Pequawett  | Amrescoggin     | Kenebecka     | Panawanscot   |
| Moasham     | Pickpocket | Anasaguntacook  | Kenabe        | Panawanbskek  |
| Obenaki     | Pickwacket | Androscoggin    | Kinibeki      | Pemetegoit    |
| Onagunga    | Picwocket  | Anmoughcawgen   | Aridgevoak    | Pemtegoit     |
| Onnogonge   | Piggwacket | Annirkakan      | Aridgewoak    | Penaubsket    |
| Openago     | Piguachet  | Arouseguntecook | Arransoak     | Penaske       |
| Openango    | Pigwachet  | Arunseguntecook | Nalatchwaniak | Penobskeag    |
| Ouabenaquis | Pigwolket  | Arreguntenock   | Namgauck      | Pentagoet     |
| Oubenaquis  | Piquachet  | Arreraguntecook | Nanrantsoak   | Pentagonett   |
| Oubenaki    | -          | Assagunticook   | Nantansouak   | Pentagouetch  |
| Owenagunge  | -          | Ersegontegog    | Naragooe      | Pintagone     |
| Wabanaki    | -          | -               | Naranchouak   | Ponobscot     |
| Wabnaki     | -          | -               | Narangawock   | Ponobscut     |
| Wappeno     | -          | -               | Narautsouak   | -             |
| Wobanaki    | -          | -               | Norridgewock  | -             |